# 傅人长

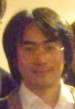
傅人长

傅人长（1970年—），中国指挥家。

## 生平
傅人长1970年出生在新疆的一个上海人家庭，儿时随父母回到上海。他自幼爱好音乐，最初学习扬琴，且在十五岁时就出版了个人唱片。后来他改学指挥，进入上海音乐学院师从张国勇等著名指挥家。他学习成绩优异，1994年毕业后到德国深造，先后在柏林和莱比锡学习，期间还参加了科林·戴维斯的指挥大师班。毕业后傅人长在中国和欧洲各地指挥过许多乐团的演出，2007年，他被聘为厦门爱乐乐团的艺术副总监。傅人长特别擅长诠释德奥作品。